# Прибульці (фільм)
«Прибульці» (фр. Les Visiteurs) — французька комедія режисера Жана-Марі Пуаре.
Було випущено продовження: «Прибульці 2: Коридори часу» (1998), «Прибульці 3: Взяття Бастилії» (2016), «Прибульці в Америці» (2001) — рімейк.

## Сюжет
Франція, 1124 рік.  Середньовічні діячі нерідко вдавалися до  магії і  чаклунства. Граф Годфруа де Монмірай, васал французького короля  Людовика VI Товстого, повертаючись з бойового походу до своєї нареченої Френегонди, виявився зачарований спійманою по дорозі  відьмою. В результаті Годфруа приймає свого тестя за  ведмедя, що напав на Френегонду, і вбиває його стрілою з арбалету. Засмучена тим, що трапилося, Френегонда скасовує весілля. У надії виправити ситуацію Годфруа звертається за допомогою до великого чарівника Евсебіуса. Той відкриває  коридори часу, щоб Годфруа зміг повернутися в момент, що передує трагедії і отримати можливість змінити хід подій. Але чаклун робить помилку в приготуванні чарівного зілля. В результаті Годфруа і його шахраюватий зброєносець Жакуй, випивши зілля, прибувають в 1992 рік.
Прибульці привертають увагу городян. В іншому часі їм все незрозуміло, здається ворожим, у всьому ввижаються підступи сатани. Осідлавши знайденого в полі коня, Годфруа вривається в найближчу  церкву і попросивши притулку, намагається розібратися в тому, що трапилося. Священик по телефону повідомляє Беатріс де Монмірай про дивного незнайомця, та приїжджає, а після зустрічі з предком викликає  поліцію. Приїхавши жандарми силою утримують Годфруа, який вже зрозумів по знайденому  календарю, що потрапив в майбутнє. Остаточно зрозумівши ситуацію, що склалася, він приходить до висновку, що Беатріс — його далека правнучка. Беатріс в свою чергу пізнає в прибульцеві Юбера де Монмірая — свого кузена  автогонщика, який зник безвісти. Видавши себе за Юбера, Годфруа слідує з нею в будинок Беатріс і її чоловіка-дантиста, Жана-П'єра Гуляра. Тим часом Жакуй знайомиться з бездомною дівчиною Жаннет, яка вирішила, що він і Годфруа — каскадери. Через зовнішню схожість Беатріс приймає Жакуя за брата Жак-Анрі Жакара, нащадка Жакуя. В даний час Жакар, будучи підприємцем, володіє замком де Монмірай, зробивши з нього дорогий готель. Годфруа намагається переконати Беатріс в тому, що насправді є її предком. Беатріс погоджується провести якийсь час з Годфруа в замку їх предків в надії, що це допоможе її кузену впоратися з  амнезією. Вони розташовуються в номері, який колись був спальнею Годфруа. Він відкриває потайний вхід в каміні спальні, який веде до підвалу  замку, де виявляється записка з адресою людини, яка знає про прибуття Годфруа в майбутнє. Ним є літній нащадок Евсебіуса. Старий дає Годфруа приготоване зілля для повернення назад і попереджає, що він і Жакуй повинні встигнути повернутися в свій час до півночі, інакше коридори часу закриються на наступні 30 років. Але Жакуй не має наміру повертатися, бажаючи залишитися жити в майбутньому і провести час з Жаннет. Жакар і сержант Жибон намагаються заарештувати Годфруа за заподіяний готелю збиток в результаті влаштованого Жакуєм з необережності погрому. Годфруа змушує Жакара і Жибона проковтнути усипляючі таблетки, після чого залишає їх в підвалі замку. Користуючись нагодою, Жакуй одягає в свій одяг Жакара. Годфруа заливає Жакару в рот зілля і допиває сам, після чого на очах у Беатріс відбувається переміщення в часі. Додатково до цього Жакуй продає частину вкрадених у покійного тестя Годфруа коштовностей в майбутньому. Дії Жакуя призводять до того, що коридори часу залишаються відкритими.

## У ролях
- Крістіан Клав'є — Жакуй / Жакар
- Жан Рено — Граф Годфруа Де Монмірай
- Валері Лемерсьє  — Френегонда де Пуй / Беатріс Гуляр де Монмірай
- Крістіан Бюжо — Жан-Пьер Гуляр
- Ізабель Нанті — секретарка Едгара Берне
- Марі-Анн Шазель — Женнет Саркле
- Жерар Сеті — Едгар Брене
- Дідьє Пен —  Король Франції Людовик VI Товстий
- Жерар Мережі —  Едгар Берне
- П'єр Віаль —  маг Еусебіус  /  монсеньйор Фердинанд
- Мюель Жан-Поль —  старший сержант Жибон
- Аріель Семенофф —  Жаклін
- Мішель Пейрелон —  Едуард Берне
- Тара Гано —  Відьма
- Франсуа Лаланд —  Священик отець Ерве
- Дідьє Бенюро —  Інтерн Бавен
- Жан-Люк Карон —  Ганелон
- Анна Гейлор —  Тібоде де Монфокон, мати Годфруа
- Ерік Аверлан —  Товстий чернець
- Давид Габісонія —  Метрдотель
- Патрік Бюржель —  Герцог Фульберт де Пуй, батько Френегонди
- Пол Бенд —  Король Англії і герцог Нормандський  Генріх I

## Музика
Музика до фільму написана  Еріком Леві, лідером проекту «Era». У фільмі звучать композиції, написані Леві ще до заснування Era і ввійшли пізніше в його альбоми.

## Премії і номінації
- 1994 рік премія «Сезар»
  - Краща жіноча роль другого плану (Валері Лемерсьє)
- Номінації на премію «Сезар»
  - У 8 категоріях, в тому числі кращий фільм, краща режисерська робота і краща чоловіча роль (номінувалися Крістіан Клав'є і Жан Рено)